# Afanasij Nikitin
Afanasij Nikitin (in russo Афана́сий Ники́тин?; Tver', prima metà del 1400 – Smolensk, 1474) è stato un mercante russo ed uno dei primi europei (dopo Niccolò Da Conti) a viaggiare ed a documentare la sua visita in India. Descrisse il proprio viaggio in un libro intitolato Viaggio per tre mari (Choždenie za tri morja).

## Il viaggio
Nel 1466 Nikitin partì dalla propria città natale Tver' per un viaggio commerciale in India. Discese il Volga raggiungendo Derbent, Baku ed arrivando in Persia attraversando il mar Caspio, dove visse un anno. Nella primavera del 1469 Nikitin giunse nella città di Ormus e, dopo aver attraversato il mar Arabico, arrivò nel sultanato di Bahmani dove visse 3 anni. Durante il viaggio di ritorno, Nikitin visitò Mascate, la Somalia e Trebisonda, arrivando nel 1472 a Caffa attraversando il mar Nero. Durante il viaggio verso Tver', Nikitin morì non lontano da Smolensk nell'autunno del 1474.
Nel suo viaggio Nikitin studiò la popolazione dell'India, il sistema sociale, il governo, l'esercito (fu testimone della guerra con gli elefanti), l'economia, la religione, lo stile di vita e le risorse naturali. L'abbondanza e l'attendibilità del materiale collezionato da Nikitin forniscono un'ottima fonte per lo studio dell'India di quel periodo.

### Lista della città
Lista della località toccate da Afanasij Nikitin durante il suo viaggio
- Kaljazin
- Uglič
- Kostroma
- Plës
- Nižnij Novgorod
- Kazan'
- Orda
- Uslan
- Saraj
- Berekezan
- Astrachan'
- Derbent (due volte)
- Şamaxı
- Baku
- Čapakur
- Sari
- Amol
- Damavand
- Rey
- Kashan (due volte)
- Na'in
- Yazd (due volte)
- Sirjan
- Tarom
- Lar (due volte)
- Bandar Abbas (due volte)
- Ormuz (due volte)
- Mascate (due volte)
- Dega
- Khambhat
- Chaul
- Junnar
- Bidar (due volte)
- Srisailam (Indicata come Parvat)
- Gulbarga (due volte)
- Kallur (due volte)
- Raichur
- Golconda
- Aland (due volte)
- Dabhol
- Shiraz
- Abarqu
- Esfahan
- Qom
- Sava
- Soltaniyeh
- Tabriz
- Erzincan
- Trabzon
- Vona
- Platana
- Balaklava
- Gurzuf
- Caffa
- Kiev
- Mahilëŭ
- Orša

## Nikitin, cristianesimo e islam

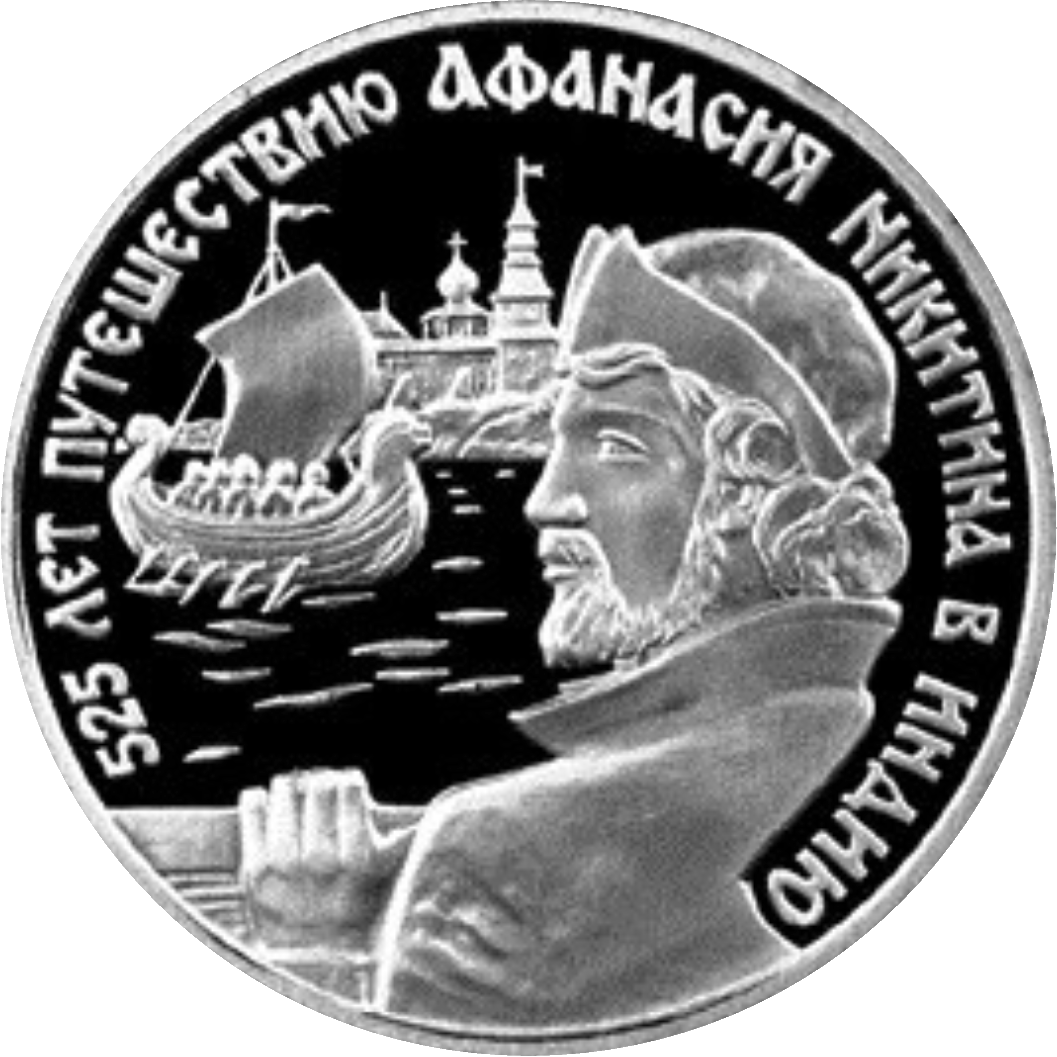
Moneta commemorativa del 1997 della Banca centrale della Federazione Russa. Nikitin in Rus'

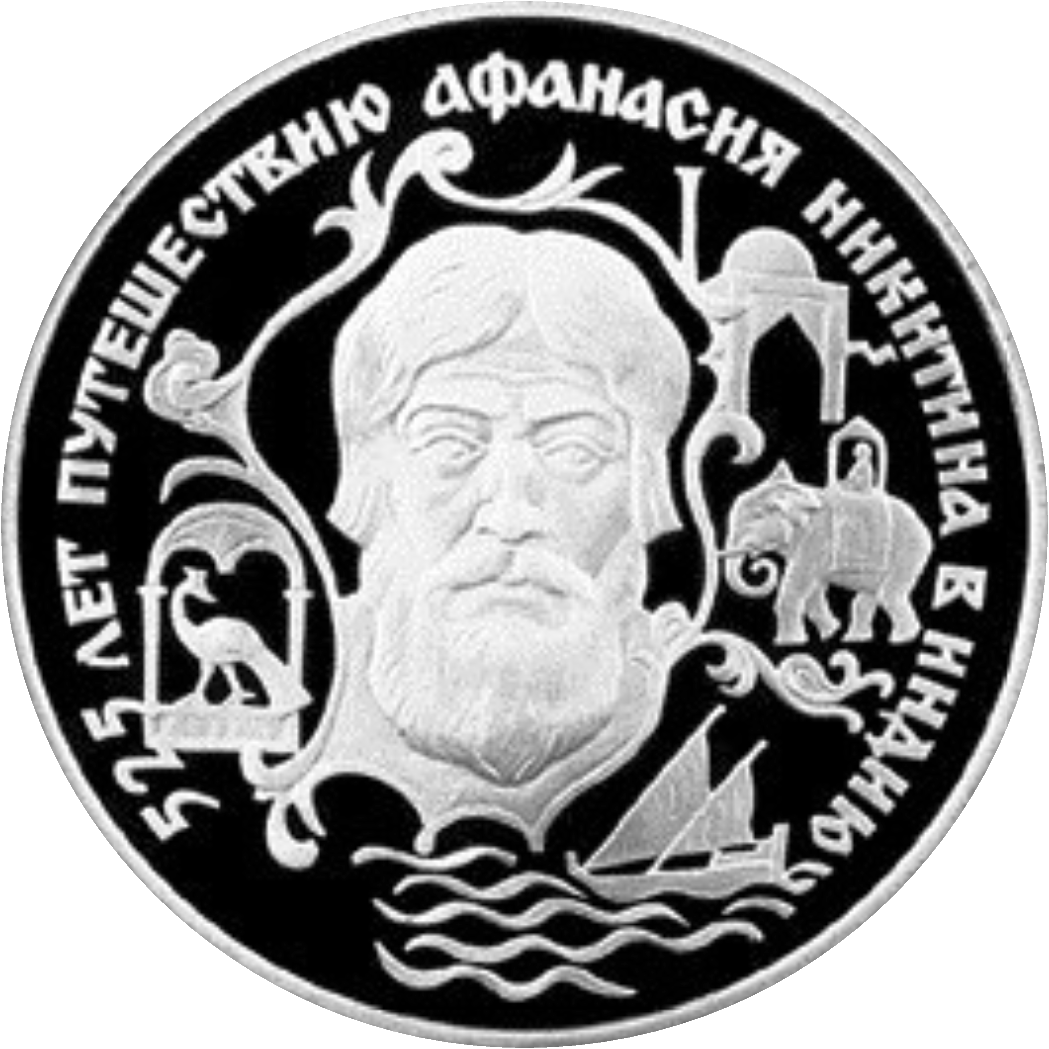
Moneta commemorativa del 1997 della Banca centrale della Federazione Russa. Nikitin in India

Dopo aver analizzato il racconto di Nikitin, soprattutto i riferimenti all'Islam (a quel tempo buona parte dell'India era governata da sultani musulmani ed erano molti i commercianti musulmani lungo la costa), in particolare le preghiere che traslitterò dall'arabo e dal turco in cirillico, Gail Lenhoff e Janet Martin ipotizzarono che Nikitin possa essersi convertito all'Islam mentre era in India.
La sua perdita di contatto con il Cristianesimo e la sua vita tra i musulmani lo infastidiva, e lo disse più volte nel suo trattato. Infatti iniziò la stesura del libro intitolandolo "Il peccaminoso viaggio oltre tre mari". Disse che, nonostante abbia continuato a celebrare le festività cristiane ed a pregare la madre di Dio ed i santi ("i Santi Padri"), non si ricordava quando cadevano alcune festività cristiane, per cui non avrebbe potuto celebrare la Pasqua ed altre festività mobili (quaresima, il digiuno di San Pietro, l'avvento, ecc.). Rispettò i digiuni dei musulmani, e saltava i pasti quando lo facevano anche loro. Scrisse anche che a Bindar nel terzo anno del suo viaggio egli "versò molte lacrime per la fede cristiana". Verso la fine della sua narrazione scrisse del desiderio di tornare a casa dalla religione cristiana: "Io, Afanasij, servo dannato di Dio Onnipotente, Creatore del cielo e della terra, ho riflettuto sulla fede cristiana, sul Battesimo di Cristo, sui digiuni stabiliti dai Santi Padri, e sui comandamenti apostolici, e avrei voluto andare [indietro] in Rus'!"
Jakov Lur'e, un editore del Viaggio di Nikitin, ne considera dubbia la conversione, facendo notare che un convertito circonciso sarebbe stato perseguitato o addirittura giustiziato in Rus', quindi se Nikitin si fosse veramente convertito all'Islam non sarebbe tornato nel suo paese, mentre in realtà morì in 
Lituania durante il viaggio di ritorno non lontano dal confine moscovita.

## La memoria moderna
Nel 1955 le autorità locali di Tver' eressero un monumento in bronzo dedicato ad Afanasij Nikitin sulla riva del Volga. Lo scultore fu Sergei Orlov. Secondo una leggenda questa statua fu eretta perché quando Nikita Sergeevič Chruščёv stava visitando l'India, disse al Primo ministro Jawaharlal Nehru che c'era una statua di Nikitin in Russia mentre in realtà non c'era (Nehru aveva chiesto se i russi avessero onorato il primo russo a giungere in India). Quindi, per non passare da bugiardo, Chruščёv telefonò in Russia chiedendo di costruire subito la statua, prima della visita di Stato di Nehru in Russia. La statua fu raffigurata su un francobollo nel 2005 per commemorare il 75º anniversario della fondazione dell'oblast di Tver'. Nikitin fu raffigurato anche su una moneta commemorativa del 525º anniversario del suo viaggio.
Nel 1958 Mosfil'm produsse un film intitolato Viaggio in tre mari (Pardesi) con Oleg Striženov nel ruolo di Afanasij Nikitin.
Nel 2000 fu eretto un obelisco nero in onore di Nikitin a Revdanda, 120 km a sud di Mumbai, probabile luogo del suo ingresso in India.
Nel 2006 l'indiana "Adventures & Explorers",  con l'aiuto dell'ambasciata indiana a Mosca e l'amministrazione regionale di Tver', sponsorizzò la "spedizione Nikitin", nella quale 14 viaggiatori partirono da Tver' sulle tracce del viaggio di Nikitin attraverso Russia, Medio Oriente e Asia centrale fino all'India. La spedizione durò dal 12 novembre 2006 al 16 gennaio 2007. Il giornale nazionale indiano The Hindu scrisse molti articoli riguardo all'avanzamento della spedizione. Dopo aver raggiunto l'India due membri della "spedizione Nikitin" partirono nel marzo 2007 da Mumbai (ex Bombay) per ripercorrere i viaggi di Nikitin in India. The Calcutta Telegraph scrisse un resoconto sull'avanzamento della spedizione nei numeri di marzo.
La rock band Akvarium ha composto una canzone intitolata "Afanasy Nikitin Boogie". La band di power metal Epidèmia ha composto la canzone "Хождение за три моря" che parla degli scritti di Nikitin. Una marca di birra di Tver', la "Afanasij", prende il suo nome.